# قائمة المتحولين إلى البهائية
هذه قائمة بالمتحولين إلى البهائية مرتبة حسب الديانة السابقة.

### من الإسلام
معظم أتباع بهاء الله الأوائل جاءوا من خلفية إسلامية.
- أبو الفضل الكلبايكاني (1844–1914) – أبرز عالم بهائي ساعد في نشر الدين البهائي في مصر، تركمانستان، والولايات المتحدة.[1]
- مشكين قلم (1826–1912) – بهائي بارز وأحد التسعة عشر حواريو بهاء الله، بالإضافة إلى أنه كان خطاطًا مشهورًا في القرن التاسع عشر في الإمبراطورية الأخمينية.[2]
- نبيل زرندي (1831–1892) – مؤرخ بهائي وأحد التسعة عشر من رسل بهاء الله.[3]
- حاجي آخوند (1842–1910) – أحد أتباع بهاء الله البارزين. تم تعيينه أيادي الأمر، وتم التعرف عليه كأحد التسعة عشر من رسل بهاء الله.[4]
- ابن أبهر (توفي 1917) – تم تعيينه "يد الله"، وتم التعرف عليه كأحد التسعة عشر من رسل بهاء الله.[5]
- ميرزا محمود (توفي 1927/1928) – من أتباع بهاء الله البارزين، مؤسس الدين البهائي.[6]
- نورين نيران – أخوان تم قطع رأسيهما في مدينة أصفهان عام 1879.[7]
- سمية رمضان[8] (مواليد 1951) – فائزة بجائزة جائزة نجيب محفوظ عام 2001.
- حسن باليوزي (1908–1980) – من نسل أقارب الباب، وكان مسلمًا حتى انضم إلى الدين البهائي بعد أن تطورت صداقة مع شوقي أفندي حوالي عام 1925، وفي النهاية تم تعيينه أيادي الأمر.[9]

### من اليهودية
- ليديا زامنهوف (1904–1942) – كاتبة بولندية، مترجمة، ناشطة في الترويج لإسبرانتو (ابنة لودفيك زامنهوف، مبتكر اللغة الإسبيرانتو)، قتلت على يد الألمان خلال الإبادة النازية لليهود.
- جون فيرابي (1914–1973) – بريطاني، بهائي، "يد الله".
- فلورا بوريم (مواليد 1942) – مغنية جاز برازيلية.
- إيثر جينر روزنبيرغ (1858–1930) – رسامة، أول بهائية إنجليزية، سكرتيرة وناشرة لكتب بهائية.
- ستيف ساروتز (مواليد 1965/1966) – رجل أعمال أمريكي ملياردير، مؤسس شركة Paylocity.

### من المسيحية

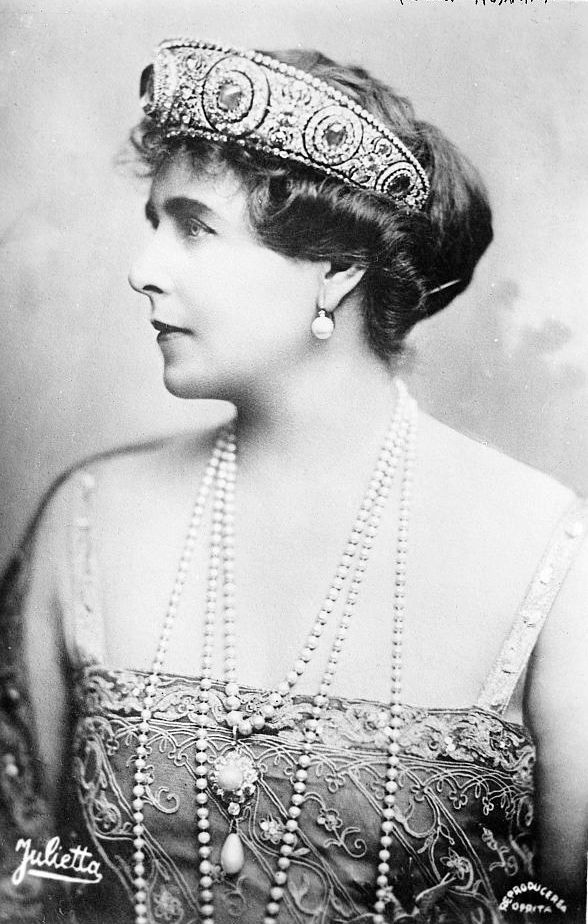
ماريا ملكة رومانيا تحولت إلى البهائية، من الكنيسة الرومانية الأرثوذكسية وكان قبلها من كنيسة إنجلترا.

- راسيل غارسيا[10] (1916–2011) – مؤلف موسيقى الأفلام.
- ديفيد كرومينكر[11][بحاجة لمصدر غير أولي] (مواليد 1975) – بطل العالم في ألعاب القوى indoor في سباق 800 متر لعام 2003، بطل NCAA (Georgia Tech) 1997، 1998.
- جاكلين الثور الأيسر[12] (مواليد 1943) – مديرة سياسة الرعاية الصحية للأمريكيين الهنود (من الكاثوليكية).[13]
- ماريا ملكة رومانيا[14] (1875–1938) – ملكة رومانيا الأخيرة كزوجة لـ فرديناند الأول ملك رومانيا.
- جيسي مكارثي[15] (1867–1937) – سياسي بلدي في تورنتو وناشط اجتماعي. كان سابقًا ميثودي.
- لوك مكفارلين[16] (مواليد 1981) – لاعب كرة قدم أسترالي لفريق Fremantle Dockers.
- جوليا لينش أولين (1882–1961) – كاتبة أمريكية وبهائية شاركت في تأسيس "مجتمع التاريخ الجديد" في مدينة نيويورك.
- إينوك أولينغا (1926–1979) – وُلِد في الأنجليكية[17] وحصل على لقب "يد الله".
- تشارلز مسيون ريمي[18] (1874–1974) – بهائي أمريكي بارز.

## انتقلوا من ديانات غير معروفة
- أرفيد نيلسون – كاتب كتب هزلية أمريكي، اشتهر بـ "Rex Mundi" [19]
- زهانج اكسين (ولدت عام 1965) – سيدة أعمال صينية.[20]
- ديفيد كيلي (1944–2003) – موظف سابق في وزارة الدفاع البريطانية ومفتش أسلحة في الأمم المتحدة في العراق، وكان خبيرًا في الحروب البيولوجية.[21]

## قراءة إضافية
- مهرداد أمانات (29 أغسطس 2013). الهويات اليهودية في إيران: المقاومة والتحول إلى الإسلام والبهائية. I.B.Tauris. ISBN:978-1-78076-777-2.
- دومينيك بارفيز بروكشاو؛ سينا ب. فازل (2 أكتوبر 2012). البهائيون في إيران: دراسات اجتماعية وتاريخية. Routledge. ISBN:978-1-134-25000-4. مؤرشف من الأصل في 2024-11-13.
- أنتوني لي (28 أكتوبر 2011). الديانة البهائية في أفريقيا: تأسيس حركة دينية جديدة، 1952-1962. BRILL. ISBN:978-90-04-20684-7.
- براين ج. غريم (26 مارس 2013). "السكان الدينيون العالميون، 1910–2010". ديانات العالم بالأرقام: مقدمة في الديموغرافيا الدينية الدولية. John Wiley & Sons. ص. 59–62. DOI:10.1002/9781118555767.ch1. ISBN:9781118555767. {{استشهاد بكتاب}}: الوسيط |author1= مفقود (مساعدة)، الوسيط غير المعروف |الكاتب= تم تجاهله (مساعدة)، والوسيط غير المعروف |رابط الفصل= تم تجاهله (مساعدة)